# Конвой Палау — Рабаул (23.10.43 — 29.10.43)
Конвой SO-002 — японський конвой часів Другої світової війни, проведення якого відбувалось у жовтні 1943 року.
Конвой сформували на Палау (важливий транспортний хаб на заході Каролінських островів) для проведення групи транспортних суден до Рабаула — головної передової бази в архіпелазі Бісмарка, з якої провадились операції на Соломонових островах та сході Нової Гвінеї.
До складу конвою увійшли транспорти «Тайфуку-Мару», «Кікукава-Мару» і танкер «Огура-Мару № 3», а ескорт забезпечував есмінець «Хатакадзе».
23 жовтня 1943 року судна вийшли з Палау та попрямували на південний схід. Хоча на комунікаціях архіпелагу Бісмарка вже діяли не лише підводні човни, а й авіація, проте конвой прослідував своїм маршрутом без інцидентів і 29 жовтня прибув до Рабаула.